# Andreas Kirchner
Andreas Kirchner (Erlbach-Kirchberg, 17 agosto 1953 – Suhl, 15 novembre 2010) è stato un bobbista tedesco.

## Biografia
Ai XIII Giochi olimpici invernali (edizione disputatasi nel 1980 a Lake Placid, Stati Uniti d'America) vinse la medaglia di bronzo nel Bob a quattro con i connazionali Roland Wetzig, Detlef Richter e Horst Schönau, partecipando per la nazionale tedesca (Germania Est), venne superata da quella svizzera e dall'altra tedesca.
Il tempo totalizzato fu di 4:00,97 con un distacco di poco più di un secondo rispetto alle altre classificate 3:59,92 e 4:00,87 e i loro tempi. Vinse l'oro nel bob a quattro ai XIV Giochi olimpici invernali  con Wolfgang Hoppe, Roland Wetzig e Dietmar Schauerhammer con 3:25,56.
Inoltre ai campionati mondiali vinse alcune medaglie:
- nel 1981, argento nel bob a due
- nel 1982, bronzo nel bob a due con Horst Schönau.[3]